# Märstaån

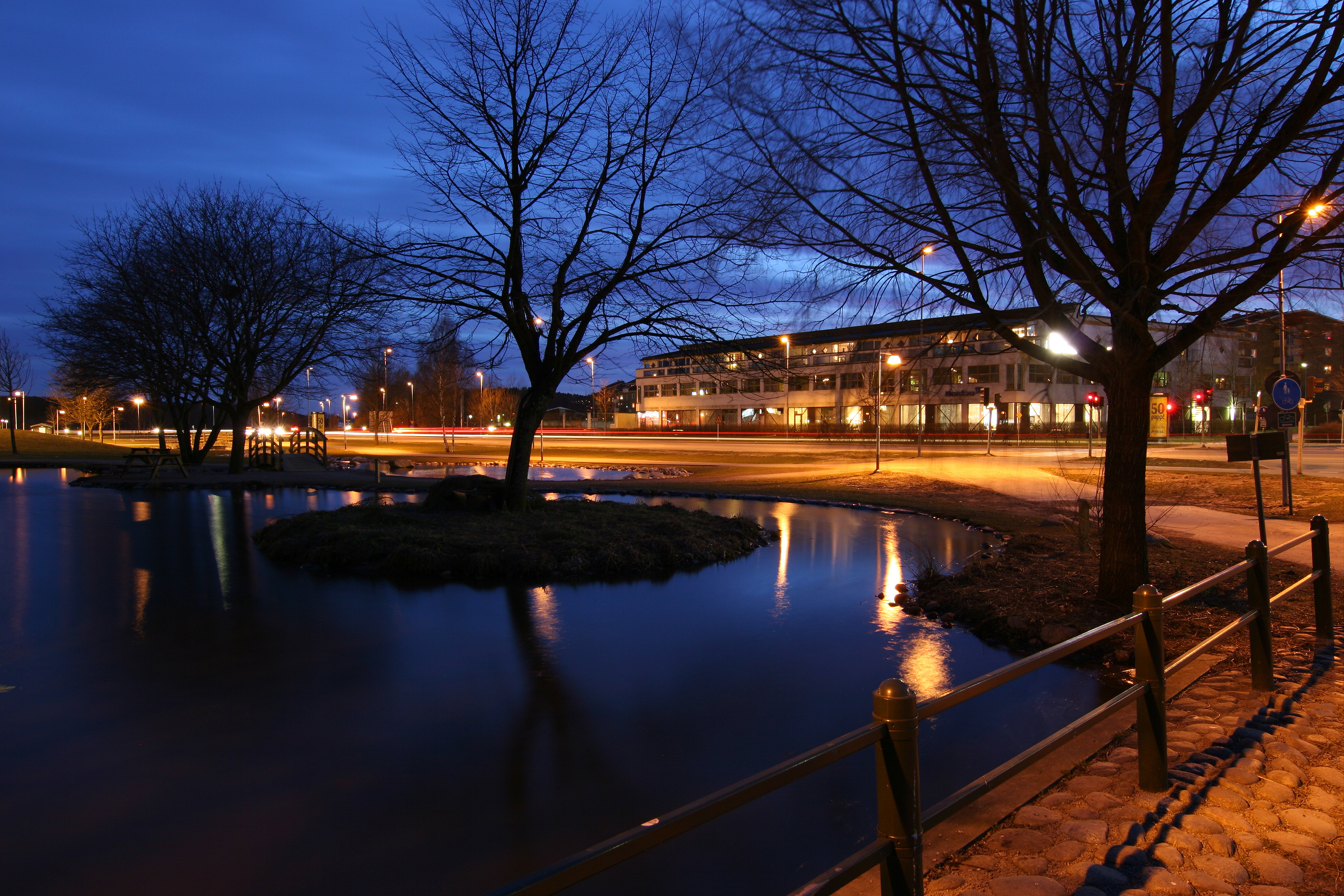
Märstaån i centrala Märsta

Märstaån ligger i Sigtuna kommun i Uppland. Ån rinner i utkanten av Märsta och således i centrala delen av Sigtuna kommun. Märstaåns avrinningsområde är ca 80 kvadratkilometer. Märstaåns huvudgrenar är Rosersbergsbäcken, Odensalabäcken, Kättstabäcken och Halmsjöbäcken. Namnet Märstaån syftar i första hand åsträckan direkt efter sammanflödet mellan Halmsjöbäcken och Odensalabäcken vid Broby. Efter Broby är Märstaån till stora delar kulverterad och mynnar ut i Mälaren (Steningeviken) .
Märstaån har en gedigen historia som ett väldigt förorenat vattendrag vilket till största del beror på utsläpp från Arlanda. Dessa utsläpp till Märstaån har dock minskat i omfattning vilket har lett till att under 1990-talet successivt har förbättrats radikalt. Inom Märstaåns avrinningsområde finns det två sjöar, Halmsjön och Horssjön. Även dessa sjöars vattenstatus har förbättrats de senaste åren beroende på att man har slutat använda banavisningsmedlet Urea. Men alla utsläpp kommer inte från Arlanda, en stor del kommer av utsläppen till vattendraget kommer från jordbruk, enskilda avlopp samt dagvattenutsläpp.
En angelägen åtgärd i syfte att förbättra rening och fördröjning av Märstaåns flöden är anläggande av en natur- och våtmarkspark i nedre delen av Steningedalen.